# BBC Radio 1Xtra

Logo vor 2010

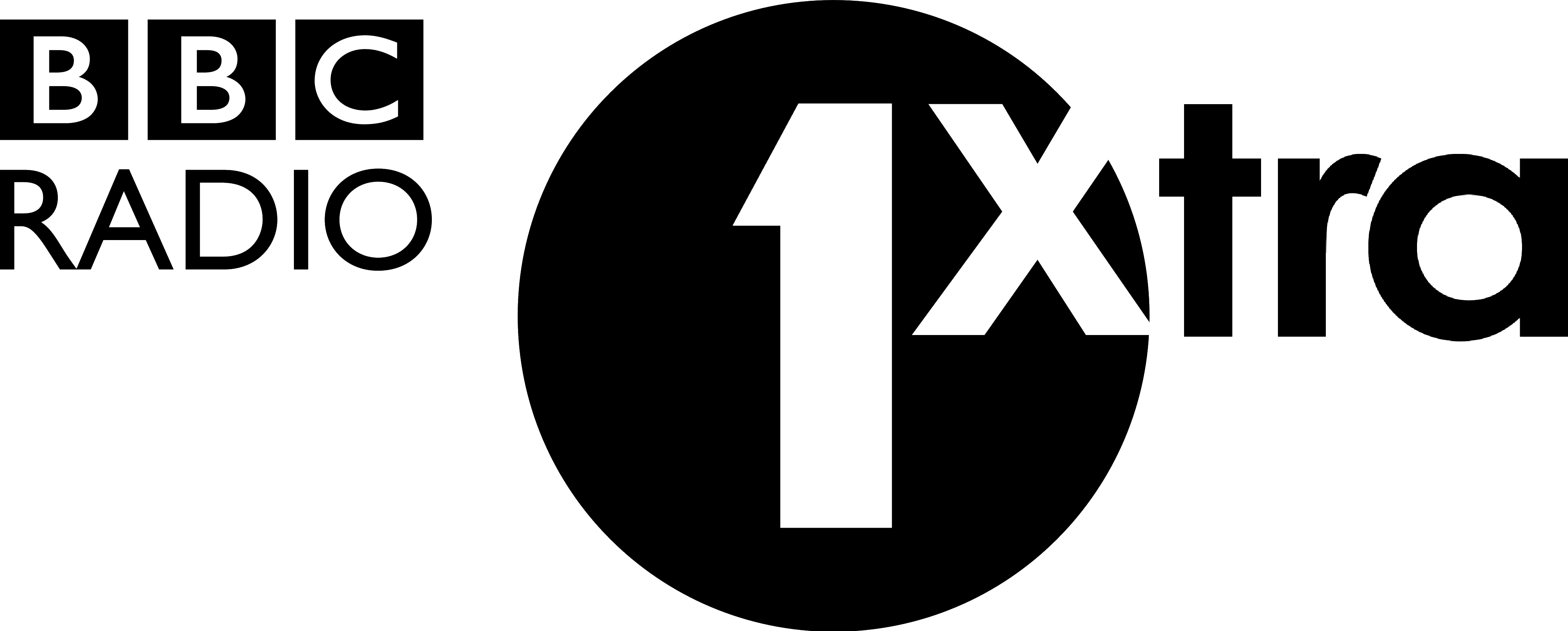
Logo vor 2022

BBC Radio 1Xtra ist eine digitale Radiostation der British Broadcasting Corporation, die sich speziell auf afroamerikanische Musik spezialisiert hat. Der Sender stellt ein Schwesterprojekt von BBC Radio 1 dar und wurde ursprünglich am 16. August 2002 unter dem Namen Project X gegründet.
Das Programm umfasst hauptsächlich Musiksendungen, die sich primär aus den Genren Dubstep, Hip-Hop, R&B, Reggae, Bhangra, Drum and Bass, Grime, Soca, Gospel und Ähnlichem zusammensetzen und über Digitalradio oder Internet zu empfangen sind.
2013 wurde 1Xtra im Rahmen der britischen Drum&Bass Awards in der Kategorie Best Radio Station/Internet auf Platz 1 gewählt.